# Мойдодыр (мультфильм, 1939)
«Мойдодыр» — советский мультфильм 1939 года. По одноимённой сказке Корнея Чуковского.

## Сюжет
О том, как строгий и суровый умывальник Мойдодыр заставил исправиться мальчика-грязнулю.

## Озвучивание
- Леонид Пирогов — Крокодил
- Осип Абдулов — Мойдодыр
- Юлия Юльская — мальчик-грязнуля

## История создания
Именно в 1939-41 годы на новой студии «Союзмультфильм» стали появляться ленты, вошедшие впоследствии в «золотой фонд» отечественного кино — «Лимпопо» и «Бармалей» Л. Амальрика и В. Полковникова, «Мойдодыр» Ивана Иванова-Вано и др. Их появлением отмечено начало самобытной советской школы рисованного фильма.— Георгий Бородин